# Zephronia anthracina
Zephronia anthracina är en mångfotingart som beskrevs av Pocock 1895. Zephronia anthracina ingår i släktet Zephronia och familjen Zephroniidae. Inga underarter finns listade i Catalogue of Life.